# Corvite (Abadín)
Corvite (llamada oficialmente San Pedro de Corvite) es una parroquia española del municipio de Abadín, en la provincia de Lugo, Galicia.

## Localización
Se ubica al S del concejo, atravesado por el río Anllo, y por la carretera LU-113, donde la carretera local CP-0106 enlaza con dicha carretera en la capital parroquial, que es A Laxe.

## Geografía
El rego de Argán hace de límite con la parroquia de Moncelos. Predomina pastos y bosques de riberas por la zona del valle; y hacia la zona E de la parroquia, hay muchos bosques autóctono con algún eucaliptal.
En sus términos, está una de las alturas mayores de Abadín; el Porto das Egoas con 631 metros.

## Organización territorial
La parroquia está formada por doce entidades de población, constando siete de ellas en el nomenclátor del Instituto Nacional de Estadística español:
- Alaxe (A Laxe)
- A Torre
- Cabeceira (A Cabeceira)
- Carracedos (Os Carracedos)
- Casás
- Chourelas (Chouselas)
- Cizán
- Espiño do Cal (O Espiño do Cal)
- Fumeira (A Fumeira)
- Outarelo
- Redemuiños (Redemuíños)
- Relota

## Demografía
| Gráfica de evolución demográfica de Corvite entre 2000 y 2019 |
|                                                               |
| Datos según el nomenclátor publicado por el INE.              |